# موتا دیلمی
موتا یا مهتا دیلمی یکی از سرداران ایرانی در زمان حمله اعراب به ایران بود. موتا اصالتاً اهل دیلمستان واقع در کوهستان و جلگه  شرق گیلان بود.
گیلان و دیلمستان چند صد سال پس از سقوط ساسانیان، در شمال ایران با اعراب جنگیدند و استقلال خویش را حفظ کردند.
موتا دیلمی در سال ۶۳۶ میلادی در سپاه رستم فرخزاد در جنگ قادسیه حضور داشت و پس از شکست ایرانیان و کشته شدن رستم، همراه سپاه ایران بازگشت. پس از جنگ نهاوند که طی آن ارتش ساسانیان از هم فرو پاشید، خبر شکست ایرانیان در تمام ایران پیچید. موتا پس از شنیدن این خبر سخت متأثر شد و تصمیم گرفت خود با سپاه گیلان با تازیان بجنگد و آنان را از ایران بیرون راند.
او پس از این تصمیم نامه ای به ری نزد فرخان (فرماندار ری) و اسفندیار (برادر زاده رستم فرخزاد و فرماندار آذربایجان) فرستاد و از آنان دعوت کرد که در جنگ با اعراب او را از لحاظ نیرو و نفر یاری کنند. اسفندیار که کینه قاتلان رستم را در دل خویش حس می‌کرد بی درنگ این درخواست را قبول کرد. این نیروها در حوالی دشتبی جمع شده و به تقسیم وظایف پرداختند. اسفندیار و فرخان قبول کردند که فرماندهی کل سپاه بر عهده موتا باشد و سپس آماده جنگ با تازیان شدند.
در این زمان یزدگرد سوم در حال حرکت به سوی مرو بود و پس از شکست نهاوند کل غرب ایران به دست اعراب افتاده بود. حکمران همدان در آن زمان بر عهده نعیم بن مقرن بود و اعراب تصمیم داشتند تا از همدان به ری حمله کنند و به همین خاطر نیرویی در همدان گرد آورده بودند. نعیم بن مقرن پس از آگاهی از نزدیک شدن سپاه ایران طی نامه ای به عمر تقاضای نیروی کمکی کرد و خود با سپاهش از همدان گریخت.
نخستین جنگ موتا با تازیان در واجرود بین همدان و قزوین رخ داد. به گفته طبری بزرگی و تلفات این جنگ کمتر از جنگ نهاوند نبود که در اوج نبرد موتا سردار ایرانی که خود شخصاً در میدان نبرد شمشیر می‌زد توسط نعیم بن مقرن کشته می‌شود. پس از کشته شدن موتا سردار ایرانی، سپاهیان ایرانی پراکنده می‌شوند و فرخان با سپاهش به سوی ری و اسفندیار نیز به سوی آذربایجان می‌روند.

## خونخواهی
سپاه دیلم نیز به سوی ابررود عقب‌نشینی کردند و قصد داشتند تا به سوی گیلان برگردند ولی طی تصمیمی که فرماندهان سپاه گرفتند تصمیم بر این شد که دوباره به جنگ اعراب بروند و به یاد موتا و به خاطر ایران از نو لشکر آراستند و به جنگ اعراب رفتند. پس از جدا شدن فرخان و اسفندیار، اکنون تعداد نفرات سپاه ایران کاهش یافته بود و در جنگ با اعراب شکست یافتند ولی جنگ را به شیوه اشکانیان (جنگ و گریز) ادامه دادند.